# Instituto Católico de Paris
O Instituto Católico de Paris (francês: Institut catholique de Paris), ICP, fundado em 1875 pelo Monsenhor Maurice d'Hulst, é um estabelecimento de ensino superior francês. Conhecido como "La Catho", compreende várias faculdades (teologia e ciências religiosas, direito canônico, filosofia, letras, ciências sociais e econômicas, educação  e  outros. 
O ICP está situado em Paris, no 6ème. arrondissement. É filiado à Federação Internacional de Universidades Católicas. Atualmente o seu reitor é o padre Philippe Bordeyne.